# Suiin Emi
Tadanori Emi (江見 忠功 Emi Tadanori?,  Okayama, 17 de septiembre de 1869 - Matsuyama, 3 de noviembre de 1934), mejor conocido bajo su seudónimo de Suiin Emi (江見 水蔭 Emi Suiin?), fue un novelista, traductor y periodista japonés.

## Biografía
Tadanori Emi nació el 17 de septiembre de 1869 en la ciudad de Okayama, prefectura de Okayama, en el seno de una familia shizoku, es decir, una familia de antiguos samuráis. En 1881, Emi se trasladó a Tokio para unirse al ejército, sin embargo, se sintió atraído por la literatura y terminó por unirse a la sociedad literaria Kenyūsha. Emi rápidamente ganaría reconocimiento durante la Guerra ruso-japonesa gracias a sus historias patrióticas escritas en el periódico Chūō Shinbun.
Emi fue uno de los fundadores de la sociedad literaria de la era Meiji, así como también editor de los periódicos Kobe Shinbun, Taiheiyo, Senshibankō y Kozakuraodoshi. Su escritura se caracteriza por su perspectiva imperialista, la cual se deja ver en su obra Osero, una nueva versión de Othello encargada para el grupo de actores de Otojiro Kawakami y ambientada en Taiwán en 1903, en la cual la figura de Othello, el teniente general Muro Washirō, es un burakumin japonés que fue enviado a la isla para reprimir una rebelión.
Fue el primero en referirse al sumo como el deporte nacional (kokugi), e inspiró el nombre del estadio Ryōgoku Kokugikan construido en 1909. Emi falleció el 3 de noviembre de 1934 en Matsuyama, a causa de una neumonía. Tenía 65 años de edad.